# Lipotriches fruhstorferi
Lipotriches fruhstorferi är en biart som först beskrevs av Pérez 1905.  Lipotriches fruhstorferi ingår i släktet Lipotriches och familjen vägbin. Inga underarter finns listade i Catalogue of Life.